# Verirrte Jugend
Verirrte Jugend ist ein deutsches Stummfilmmelodram aus dem Jahre 1929 von Richard Löwenbein mit den Nachwuchsdarstellern Rolf von Goth, Dolly Davis und El Dura in den jugendlichen Haupt- bzw. Titelrollen.

## Handlung
Kurt von Holstein, Sohn des Leiters einer Hamburger Kadettenschule, und die Gymnasiastin Hilde van Straaten, ebenfalls aus gutem Hause, lernen einander kennen. Dabei verliebt sich die noch sehr junge Hilde in den gutaussehenden Kurt. Er aber ist seinem Wesen nach eher leichtfüßíg und sieht in Hilde kaum mehr als einen flüchtigen Flirt. Das zeigt sich besonders, als der Marinekadett der dunkelhäutigen Nigo, im damaligen Sprachgebrauch ein „Mulattenmädchen“ genannt, die hier in Hamburg als Tänzerin auftritt, im Rahmen einer Geburtstagsfeier begegnet und ihrem „exotischen“ Zauber bald erliegt.
Hilde sucht nach Klarheit und sucht Kurt auf, um ihn davon zu überzeugen, dass sie eine bessere Wahl sei. Sie bittet ihn, mit Nigo zu brechen. Die feurige Südländerin sitzt im Nebenzimmer und hört Kurts Worte, die verlauten, dass er nur Hilde liebe. Die mit einem überbordenden Temperament ausgestattete Nigo stürmt daraufhin ins Zimmer und schießt Kurt nieder. Zunächst hält man Hilde für die Mörderin, doch dann wird Nigo verhaftet und gesteht den Anschlag. Hilde kann sich nun einem neuen Leben ohne Kurt zuwenden und findet in dem blutjungen Helmut Kröger einen neuen Mann und Lebenspartner, der sie aufrichtiger als Kurt liebt.

## Produktionsnotizen
Gedreht von Dezember 1928 bis Februar 1929 im Berliner Efa-Atelier, passierte Verirrte Jugend die Zensur am 13. Februar 1929 und wurde am 25. Februar 1929 im Tauentzienpalast uraufgeführt. Die Länge des mit Jugendverbot belegten Siebenakters betrug 2525 Meter.
Die Aufnahmeleitung übernahm Kurt Heinz. Die Filmbauten gestaltete Hans Jacoby.

## Wissenswertes
Bei der damals 18-jährigen Nachwuchsmimin El Dura, die in der ausgehenden Stummfilmzeit einige Male vor der Kamera agierte und für ihre in diesem Film gezeigte Leistung viel Lob einheimste (s. u.), handelte es sich um eine Berlinerin mit „exotischen“ Wurzeln, die vornehmlich als Tänzerin in Erscheinung trat.

## Kritik
In der B.Z. am Mittag war zu lesen: Der Drehbuchautor „geht um die eigentlichen seelischen Nöte der Jugendlichen im weiten Bogen herum und begnügt sich, von der erotisch-selbstverständlichen Triebhaftigkeit Erwachender und Erwachsener zu erzählen. Die beiden Einzigen, deren Gefühlsleben unjugendlich übersteigert ist, gehen rein und edelmütig wie die Engel aus der recht verworrenen Affäre hervor. (…) Richard Löwenbein darf wenigstens für sich das eine Verdienst in Anspruch nehmen, in der Mulattin El Dura ein Talent, das jahrelang im Verborgenen blühte, herausgestellt zu haben. (…) Von der jungen Darstellergarde läßt sich beim besten Willen nichts Rühmliches melden.“
Ernst Jäger zeigte sich im Film-Kurier besonders von der Filmentdeckung El Duro begeistert: „Eine negerbraune Pickford wurde entdeckt, eine wirkliche Jugend gefilmt. Mögen die gnädigen Zufälle eines solchen Filmereignisses nicht dazu führen, aus der El Duro einen ‚Star‘ zu machen. Denn hier ist sie Naturbild, und der Regisseur Richard Löwenbein beweist an dieser jungen Urkraft, daß er wirklich Schauspieler führen kann. (…) Ein dunkles Wunder lockt. El Dura“.
Luci van Jacobi stieß im Tempo ähnlich ins selbe Horn: „Großaufnahmen zeigten junge, aber allzu geschminkte Gesichter. ‚Nigo, ein Mulattenmädchen‘ – das war der Gewinn des Abends. Auch als die Darsteller nachher in Fleisch und Bein erschienen, entzückte diese lebenssprühende Miniatur-Ausgabe der Baker, El Dura genannt. Rolf von Goth fiel durch Frische und Natürlichkeit sehr angenehm auf.“